# Team DSM/2023
Deze pagina geeft een overzicht van de UCI World Tour wielerploeg Team DSM in 2023, welke per 1 juli als Team DSM-Firmenich verder ging.

## Algemeen
Algemeen manager: Iwan Spekenbrink
Teammanager: Rudi Kemna
Ploegleiders: Roy Curvers, Kelvin Dekker, Gerben Heidstra, Dariusz Kapidura, Bennie Lambregts, Pim Ligthart, Luke Roberts, Albert Timmer, Hans Timmermans, Philip West, Matthew Winston
Fietsmerk: Scott Sports

## Renners
| Naam                    | Geboortedatum | Nationaliteit       | Ploeg 2022              |
| ----------------------- | ------------- | ------------------- | ----------------------- |
| Tobias Lund Andresen    | 20-08-2002    | Denemarken          | Development Team DSM    |
| Romain Bardet           | 09-11-1990    | Frankrijk           |                         |
| Patrick Bevin           | 15-02-1991    | Nieuw-Zeeland       | Israel-Premier Tech     |
| Pavel Bittner           | 29-10-2022    | Tsjechië            |                         |
| Marco Brenner           | 27-08-2002    | Duitsland           |                         |
| Romain Combaud          | 01-04-1991    | Frankrijk           |                         |
| Alberto Dainese         | 25-03-1998    | Italië              |                         |
| John Degenkolb          | 07-01-1989    | Duitsland           |                         |
| Matthew Dinham          | 09-04-2000    | Australië           | Team BridgeLane         |
| Alex Edmondson          | 22-12-1993    | Australië           | Team BikeExchange-Jayco |
| Nils Eekhoff            | 23-01-1998    | Nederland           |                         |
| Sean Flynn              | 02-03-2000    | Verenigd Koninkrijk | Tudor Pro Cycling Team  |
| Chris Hamilton          | 18-05-1995    | Australië           |                         |
| Leon Heinschke          | 08-11-1999    | Duitsland           |                         |
| Jonas Iversby Hvideberg | 09-02-1999    | Noorwegen           |                         |
| Andreas Leknessund      | 21-05-1999    | Noorwegen           |                         |
| Niklas Markl            | 03-03-1999    | Duitsland           |                         |
| Marius Mayrhofer        | 18-09-2000    | Duitsland           |                         |
| Lorenzo Milesi          | 19-03-2002    | Italië              | Development Team DSM    |
| Tim Naberman            | 11-05-1999    | Nederland           |                         |
| Oscar Onley             | 13-10-2002    | Verenigd Koninkrijk | Development Team DSM    |
| Max Poole               | 01-03-2003    | Verenigd Koninkrijk | Development Team DSM    |
| Frederik Rodenberg      | 22-01-1998    | Denemarken          |                         |
| Florian Stork           | 27-04-1997    | Duitsland           |                         |
| Martijn Tusveld         | 09-09-1993    | Nederland           |                         |
| Casper van Uden         | 22-07-2001    | Nederland           |                         |
| Henri Vandenabeele      | 15-04-2000    | België              |                         |
| Harm Vanhoucke*         | 17-06-1997    | België              | Lotto Soudal            |
| Kevin Vermaerke         | 16-10-2000    | Verenigde Staten    |                         |
| Sam Welsford            | 19-01-1996    | Australië           |                         |

* tot 14/8

### Vertrokken
| Naam                   | Geboortedatum | Nationaliteit       | Ploeg 2023             |
| ---------------------- | ------------- | ------------------- | ---------------------- |
| Thymen Arensman        | 04-12-1999    | Nederland           | INEOS Grenadiers       |
| Nikias Arndt           | 18-11-1991    | Duitsland           | Bahrain-Victorious     |
| Cees Bol               | 27-07-1995    | Nederland           | Astana Qazaqstan       |
| Nico Denz              | 15-02-1994    | Duitsland           | BORA-hansgrohe         |
| Mark Donovan           | 03-04-1999    | Verenigd Koninkrijk | Q36.5 Pro Cycling Team |
| Asbjørn Kragh Andersen | 09-04-1992    | Denemarken          | Gestopt                |
| Søren Kragh Andersen   | 10-08-1994    | Denemarken          | Alpecin-Deceuninck     |
| Joris Nieuwenhuis      | 11-02-1996    | Nederland           | Baloise - Trek Lions   |
| Casper Pedersen        | 15-03-1996    | Denemarken          | Soudal-Quick Step      |

## Overwinningen
| Wereldkampioenschappen wielrennen Tijdrit U23:Lorenzo Milesi Nationale kampioenschappen wielrennen Tsjechië – tijdrit U23: Pavel Bittner Ronde van San Juan 6e etappe: Sam Welsford 7e etappe: Sam Welsford Cadel Evans Great Ocean Road Race Marius Mayrhofer Ronde van de Algarve Jongerenklassement: Oscar Onley Grand Prix Criquielion Sam Welsford Ronde van de Alpen Jongerenklassement: Max Poole Ronde van Italië 17e etappe Alberto Dainese | Ster ZLM Toer Proloog: Nils Eekhoff Ploegenklassement: *1) Arctic Race of Norway 1e etappe: Alberto Dainese Puntenklassement: Kevin Vermaerke Renewi Tour 4e etappe: Sam Welsford Ronde van Spanje 1e etappe (TTT): *2) 19e etappe: Alberto Dainese |  |

*1) Ploeg Ster ZLM Toer: Andresen, Degenkolb, Eddy, Edmondson, Eekhoff, Naberman, Welsford
*2) Ploeg Ronde van Spanje: Bardet, Combaud, Dainese, Flynn, Hamilton, Milesi, Onley, Poole
Mannen: 1999 · 2000 · 2001 · 2002 · 2003 · 2004 · 2005 · 2006 · 2007 · 2008 · 2009 · 2010 · 2011 · 2012 · 2013 · 2014 · 2015 · 2016 · 2017 · 2018 · 2019 · 2020 · 2021 · 2022 · 2023 · 2024 · 2025
Vrouwen: 2011 · 2012 · 2013 · 2014 · 2015 · 2016 · 2017 · 2018 · 2019 · 2020 · 2021 · 2022 · 2023 · 2024 · 2025
AG2R-Citroën · Alpecin-Deceuninck · Astana Qazaqstan · Bahrain Victorious · BORA-hansgrohe · Cofidis · EF Education-EasyPost · Groupama-FDJ · INEOS Grenadiers · Intermarché-Circus-Wanty  · Jumbo-Visma · Movistar Team · Soudal-Quick Step · Team Arkéa Samsic · Team DSM · Team Jayco AlUla · Trek-Segafredo · UAE Team Emirates